# Oedelem

Oedelem é uma vila  e deelgemeente do município de Beernem, na província belga de Flandres Ocidental. Em 2006, esta deelgemeente tinha 37.31 km² e 5.798 habitantes. Em 1977, a antiga comuna perdeu autonomia e passou fazer parte do município de Beernem. 